# Dクラッカーズ
『Dクラッカーズ』（ディークラッカーズ）は、あざの耕平によるライトノベル。イラストは村崎久都が担当。富士見ミステリー文庫（富士見書房）より2000年11月から2004年1月まで刊行された後、新装版として富士見ファンタジア文庫（富士見書房）より2007年5月から12月まで刊行された。略称は「Dクラ」。
月刊ドラゴンマガジンでの新人競作企画「龍皇杯」で発表された短編「Dクラッカーズ」を大幅にリメイクしたものがシリーズの第1巻となっている。
物部景と姫木梓がカプセルと呼ばれるドラッグを巡るマーケットに巻き込まれながら開いた心の距離を縮めるネオ・アクション・サスペンス。

## あらすじ
通称・カプセルと呼ばれるドラッグには、不可思議な噂があった。
曰く――飲めば、天使や悪魔が出てきて願い事を叶えてくれる、と。
7年ぶりに日本に帰国した姫木梓を待っていたのは、陰を持つようになった幼なじみの物部景と、彼がカプセルを常用しているという事実。
「僕は自分の意志でここにいる」
記憶の中と同じ声で、でも記憶の中とは違う瞳で景は梓に囁く。
「君は関わっちゃいけない」
カプセルの真実の効力、それに秘められたキーワード。王国、悪魔、そして無慈悲な女王――。
幻覚の世界をひもとく“鍵”がかみ合ったとき、世界は新たな形となって梓の前に現れる。

## 登場人物

### メインキャラクター
物部 景 （もののべ けい）
本作の主人公。性格は根暗で無口、無愛想。しかしこれは他人を遠ざけるために自ら作ったもの。本来は物静かで優しい人物である。そのキャラクターの割りに校内での知名度は極めて高いが、彼の性格や行動、また図書室に入り浸っていることなどから「図書室の住人」などとやや侮蔑気味に呼ばれることが多い。実際、景を知る者の多くは「興味はあるがあまり関わりあいたくない」といった反応を示している様子。とある悪魔を探して悪魔狩りをしている。大きめの青いフード付のウィンドブレイカーを着用していたため、カプセルユーザーの間では「ウィザード」と呼ばれている。「ウィザード」としての勇名はもはや葛根市のアンダーグランドでは知らぬ者のないほどに広まっており、無軌道な若者の集まるDD（ドラッグ・ドッグス）のリーダー、甲斐氷太に勝ったことでその存在感は確固たるものになった。「影」と呼ばれる戦術的・攻撃力的に優れた強力な悪魔を所有し、オーナーとしての実力はかなりのもの。相棒はおよそ彼とは正反対の性格をした水原。なお、物語中盤で密かに女生徒に人気があることが明かされている。
『このライトノベルがすごい!』男性キャラクター部門では2005年版で6位を獲得している。
姫木 梓 （ひめき あずさ）
ヒロイン。景とは幼馴染であり“同胞”だったが両親の都合で渡米し離別。トレードマークはポニーテール。7年後、彼女の帰国から物語は始まる。
幼少期より活発で負けん気が強かった彼女は渡米時に護身術を嗜んでおり、その実力は作中で度々発揮されることとなる。転入後に松崎祐子、倉沢麻里奈らのグループと懇意になる。しかし幼馴染である景に不穏な容疑が掛けられようとした一件で、後の相方である海野千絵や水原勇司の協力のもと事件解決にあたり、結果的に彼女らと縁を切ることになった。「王国」の外の世界を恨み、景に対して女王様気質だった幼少期と異なり現在は分別のつく人格者ではあるが、未だに景のことになると冷静な判断力を欠く。セルネットの頂点である「女王」に関する重大な秘密を持つ。
海野 千絵 （うみの ちえ）
葛根東高校実践捜査研究会会長でカプセル撲滅に熱を上げている「葛根東のミス・ホームズ」（「アルティメット風紀委員」とも）。
長く艶やかな黒髪がトレードマークで一見すると大和撫子そのもの。ちなみに本人は無自覚だが変装が壊滅的に下手で、それが梓や勇司の悩みの種になっている。興奮すると小鼻をふくらませる癖がある。
情報収集力に長けている反面、戦闘では無力であるため常々「積極的防衛力」を欲していた。自分の限界を省みない行動力や、豪胆さと少女らしい傷付きやすい性格を併せ持った独特なキャラクターであり、確実に主要メンバーの一員としての株を上げ続け、特に物語の後半部では彼女の持ち味が最大限に発揮されている。軽薄な水原を毛嫌いしているが、物語が進むにつれて互いに憎からず思うようになっている。
水原 勇司 （みずはら ゆうじ）
千絵曰く、「女たらしのミスター軽薄」であり、自称「美女と、美少女と、その他の女性---カッコ上限三十五の味方」。自称する通り、酒・タバコ・女・ドラッグとプロフィール上はジャンキーそのものではあるが、一方で「ウィザード」=景の相棒として数々の死線を潜り抜けてきた。オーナーではないため悪魔戦での直接的な戦闘力には成り得ないが、こと情報戦に関しては千絵を遥に超えたスキルを擁しており、ヒット＆アウェイを基本スタイルとする景との相性も良い。
かつて「フェスタ」のコードネームでセルネットの第五世代細胞に属していたため、セルネットの内部構造に通じている。兄がいたが作中では既に他界しており（正確にはカプセルと女王が形成した王国に取り込まれていた）、円満だった生前と異なり今ではいなくなった兄に対して憎悪を感じている。しかしそれ以上に、なぜ兄が自殺をしなければならなかったのか、その理由を知りたいという願いから夜の世界に飛び込んだ。三巻でのⅨC（ナインシー）との全面戦争や五巻でのファーストセル戦、終盤での「影」代行など、度々景との信頼関係の厚さを思わせるシーンがある。

### セルネット
女王
「無慈悲な女王」や「夢魔」とも呼ばれる存在。すべての始まり。
ベルゼヴヴたち執行細胞3人によって召喚された悪魔。自らの悪魔持ちである景の精神的不満を補う為に、ある少女の姿を自らの肉体のモデルにしている。景の幸せを第一に考えており、現実と折り合いのつけられない景のために「王国」を作ろうとする。感情を表に出すことはほとんどないが、自らの「雛型」であり、今尚、景の心に強い影響を与える梓を憎悪と嫉妬から「妬ましい方」と呼び、激しい敵愾心を露にする。

#### 執行細胞（ファーストセル）
バール (Baal)/四宮庸一（しのみや よういち）
「調停者」と呼ばれる。ベルゼブブやベリアルと知り合い、執行細胞の一人に。
ベリアル (Berial)/緋崎正介（ひざき しょうすけ）
セルネット最強の悪魔使い。「始末屋」。関西弁のような言葉を使う。
ベルゼブブ (Beelzebub)/水原信司（みずはら しんじ）
セルネットの創設者にして水原勇司の兄。「指導者」。話がやたら長くなる傾向がある。

#### ⅨC（ナインシー）および第二世代細胞（セカンドセル）
カーク
小型拳銃型の悪魔を使い、遠距離から相手を暗殺する。
カイム (Caim)/新田つぐみ（にった -）
クラーケンを思わせるような巨大な頭足類の悪魔を使い、圧倒的な攻撃力で相手を叩き潰す。千絵と梓に呼ばれたところをDDに急襲されて堕落（クラッシュ）。
キメリエス (Cimeries)
オネエ言葉で話す、いわゆるオカマ。ベリアルに次ぐ戦闘力を誇り、バールの懐刀と呼ばれる。IXC体制に移ってからは危険人物の探索という閑職に回されていた。使う悪魔は赤い猫。
クリスタル (Crystal)/榊原忍（さかきばら しのぶ）
セルネットの情報部を統括している。人形の悪魔を使い、相手の体を操ることができる。
のちに女王と執行細胞たちの「王国」構想に賛同し、「バジリスク」の名を与えられるが、甲斐に敗れる。
ケルベロス (Cerberos)
雷獣の悪魔を使役する。雷撃を落雷に見せかけ、敵を仕留める。

#### 第三世代細胞（サードセル）
ディアブロ (Diablo)/風間俊（かざま しゅん）
18歳。キメリエスの細胞に属していた。
ディリエル (Diriel)
キメリエスの細胞に所属。ⅨCへの昇格のためカークと手を組む。ウィザードに敗北。
ディンゴ (Dingo)
ウィザードと相対するほどの戦闘力を持つ使い手。その正体はDDのボス・甲斐氷太。なお、甲斐本人の口から本物のディンゴが別にいたことが示唆されている。
デルタ (Delta)/皆見茜（みなみ あかね）
カイムの細胞に属していたが、カイムの敗北後はディンゴ=甲斐の元に身を寄せ、景らと共に戦う。

#### 第四世代細胞（フォースセル）
アーリー (Early )
ディアブロの細胞に属する。ウィザードと映画館においての集団戦で敗れる。
イーチャー
ディアブロの細胞に属する。
エッグ (Egg)
ディアブロの細胞に属する。イーチャーの補充として細胞に加わるが、早々に倒された。
エッジ (Edge)
ディアブロの細胞に属する。
エリゴル (Eligor)
巨大だが動きが鈍いゴーレム型の悪魔を操る。

#### 第五世代細胞（フィフスセル）
ファルコン (Falcon)/松崎祐子（まつざき ゆうこ）
梓のクラスメート。バールらの策略の捨て駒にされる。
フィッシャー (Fisher)/溝内淳也（みぞうち じゅんや）
エリゴルの細胞に属する。広域に拡散する網型の悪魔を操り、遊撃手を務める。
フェスタ (Festa)
エリゴルの細胞に属する。悪魔召喚こそできないが卓越した情報収集能力を持ち、参謀員を務める。
フリーアイ (Free Eye)
エリゴルの細胞に属する。数多の羽虫型の悪魔を操り、偵察屋を務める。

### DD（ドラッグドッグス）
甲斐氷太
"狂犬の王"とも呼ばれるDDのリーダーにして、最強のオーナー（悪魔持ち）。十数メートルを超える巨大な鮫型の悪魔を使役し、桁外れのパワーで敵を圧倒する。そのあまりの強さのため、並みのオーナーではまず勝負にはならず、悪魔戦に熟達した古参のオーナーですら彼との戦闘を忌避するほどである。だが生粋の戦闘狂である彼にとってこうした現状ほど苛立たしいものはなく、そのためかつてを自分に土をつけた『ウィザード』の強さに固執し、再戦を求め彼を追っている。
粗野な性格で、普段は道化のように明るく振る舞っている。だが一方で虚無的な人生観を抱えており、現実のあらゆることに醒めてしまっている。危険のともなう悪魔戦を渇望するのは、戦っているときにだけ生きている熱を得られるから。だがそうした破滅的な願望を抱える一方で妙に義理堅く、仲間たちとのしがらみを捨てきれないでいる。狂犬の王と呼ばれる彼が、リーダーとしての立場に縛られ狂いきれないでいるというのも、皮肉な話である。
ビーグル
DDの幹部で参謀役。武闘派揃いのDDには珍しい情報通で、その立場上水原とも親しい。

## 用語
カプセル
葛根市で出回っているドラッグ。才能ある者が服用した場合、「悪魔」を召喚し、使役することが可能になる。また才能が無い者でも服用すれば「悪魔」を視認できるようになるので、悪魔同士の戦いに関わった際は加わる･逃げるに関わらず必須アイテム。但しドラッグなので長期･大量の服用は禁断症状を伴う（作中では景がこれに苦しめられていた）。
悪魔
"才能のある"者がカプセルを服用することで、心の一部が実体化したもの。召喚に成功した者は悪魔持ち（オーナー）と呼ばれる。形状は悪魔持ちによって千差万別。超常的な力を振るうことができるがふとした弾みで暴走しやすく、完全に制御が不可能となる堕落（クラッシュ）状態になると、悪魔を倒すより術はない。なお、悪魔を倒された者は精神に傷を負い、回復することはあってもカプセルに関する記憶を失うことが多い。
セルネット
葛根市最大のカプセルユーザー組織。リーダーと3人の部下による細胞（セル）を一つの行動単位としているため、組織の全容を把握することは非常に困難。敵対組織との抗争や組織に仇なす恐れのある者の処理などを担当する実働細胞（アクト・セル）と呼ばれる細胞がある。
セルネットの一員となった者は、その世代をあらわすアルファベットを頭文字とするコードネームを冠する。なお、この細胞システムは、作中人物がSF小説『月は無慈悲な夜の女王』から引用し作成した。
執行細胞（ファーストセル）
セルネットを創始した3人。景や梓ともども、物語の根幹に深く関わっている。頭文字はB。
IXC（ナインシー）
執行細胞が表舞台から消えた後、セルネットの運営を担ってきた9人の第二世代細胞（セカンドセル）。本編3巻（新装版Ⅱ巻）で葛根東高校の終業式を利用した「ウィザード」襲撃計画を立てるも、逆手に取られて壊滅する。
DD（ドラッグ･ドッグス）
セルネットと対立しているカプセルユーザーの集団。甲斐氷太がそのカリスマ的な存在感で率いているため、彼なしには組織運営自体が上手くいかない。どちらかと言えばアウトローの集団ということもあって、構成員は武闘派揃い。

## 既刊一覧

### オリジナル版

#### 本編
- あざの耕平（著）・村崎久都（イラスト）、富士見書房〈富士見ミステリー文庫〉、全8巻
  - 『Dクラッカーズ 接触-touch-』、2000年11月14日発売[5]、ISBN 4-8291-6107-8
  - 『Dクラッカーズ2 敵手-pursuer-』、2001年7月25日発売[6]、ISBN 4-8291-6131-0
  - 『Dクラッカーズ3 祭典-ceremony-』、2002年1月25日発売[7]、ISBN 4-8291-6152-3
  - 『Dクラッカーズ4 決意-resolution-』、2002年5月24日発売[8]、ISBN 4-8291-6165-5
  - 『Dクラッカーズ6 乱-rondo-』、2002年12月25日発売[9]、ISBN 4-8291-6189-2
  - 『Dクラッカーズ8 追憶-refrain-』、2003年4月10日発売[10]、ISBN 4-8291-6204-X
  - 『Dクラッカーズ7-1 王国-the limited world-』、2003年12月10日発売[11]、ISBN 4-8291-6227-9
  - 『Dクラッカーズ7-2 王国-a boy&a girl-』、2004年1月10日発売[12]、ISBN 4-8291-6236-8

#### 短編
- あざの耕平（著）・村崎久都（イラスト）、富士見書房〈富士見ミステリー文庫〉、全2巻
  - 『Dクラッカーズ・ショート 欠片-piece-』、2002年9月25日発売[13]、ISBN 4-8291-6178-7
  - 『Dクラッカーズ・ショート2 過日-roots-』、2003年7月10日発売[14]、ISBN 4-8291-6215-5

### 新装版

#### 本編
- あざの耕平（著）・村崎久都（イラスト）、富士見書房〈富士見ファンタジア文庫〉、全7巻
  - 『DクラッカーズI 接触-touch-』、2007年5月19日発売[15]、ISBN 978-4-8291-1915-0
  - 『DクラッカーズII 祭典-ceremony-』、2007年5月19日発売[16]、ISBN 978-4-8291-1916-7
  - 『DクラッカーズIII 決意-resolution-』、2007年6月20日発売[17]、ISBN 978-4-8291-1917-4
  - 『DクラッカーズIV 乱-rondo-』、2007年8月20日発売[18]、ISBN 978-4-8291-1950-1
  - 『DクラッカーズV 追憶-rerain-』、2007年9月20日発売[19]、ISBN 978-4-8291-1957-0
  - 『DクラッカーズVI 王国-the limited world-』、2007年11月20日発売[20]、ISBN 978-4-8291-1974-7
  - 『DクラッカーズVII 王国-a boys & a girl-』、2007年11月20日発売[21]、ISBN 978-4-8291-1975-4

#### 短編
- あざの耕平（著）・村崎久都（イラスト）、富士見書房〈富士見ファンタジア文庫〉、全2巻
  - 『Dクラッカーズ・ショートI 欠片-piece-』、2007年7月20日発売[22]、ISBN 978-4-8291-1935-8
  - 『Dクラッカーズ・ショートII 過日-roots-』、2007年10月20日発売[23]、ISBN 978-4-8291-1965-5

#### 書き下ろし
- あざの耕平（著）・村崎久都（イラスト） 『Dクラッカーズ＋プラス 世界-after kingdom-』 富士見書房〈富士見ファンタジア文庫〉、2007年12月20日発売[24]、ISBN 978-4-8291-1985-3
  - 本編の後日談を含む、新装版に合わせ執筆された完全新作書き下ろし作品。

## ドラマCD
- Dクラッカーズ ドラマCD（レーベル：ジーダス）2003年12月19日発売